# Smallpox Hospital
El Smallpox Hospital (Hospital de la Viruela) es un hospital histórico abandonado ubicado en la Isla Rooseevelt, en la ciudad de Nueva York. 

## Historia
Proyectado por el arquitecto James Renwick Jr en estilo neogótico, el Smallpox Hospital, con una capacidad de cien camas, se abrió en 1856 en el aislado extremo sur de la isla, para garantizar la cuarentena de los pacientes de viruela, tanto de beneficencia (en una sala común) como de pago (en habitaciones privadas de las plantas superiores). En 1875 el hospital se cerró y se convirtió en una escuela de enfermería, asociada al City Hospital. Entre 1903 y 1905 se añadieron al edificio dos alas, en el mismo estilo neogótico, para alojar al creciente número de estudiantes. El cierre definitivo se produjo en la década de los cincuenta, con el traslado de las instalaciones a Queens, y el edificio cayó progresivamente en la ruina.
En este edificio se grabó la escena final del enfrentamiento entre el Duende Verde y el hombre araña en la película  Spider-Man (2002).
El 16 de marzo de 1972 el edificio, junto con el City Hospital, fue inscrito  en el Registro Nacional de Lugares Históricos y existe un proyecto para rehabilitar las ruinas y abrirlas al público.

## Ubicación
Smallpox Hospital se encuentra dentro del condado de Nueva York en las coordenadas 40°45′06″N 73°57′36″O / 40.751667, -73.96.